# VR驅魔人
《VR驅魔人》（英語：VR Exorcist），是香港電視娛樂所製作的電視劇，全劇合共20集。於2018年3月26日至4月20日，逢星期一至五晚上22:00-22:30在ViuTV播出。由王貽興以及劉翁自編自導自演，其他主要演員有岑珈其、葛民輝、鄧兆尊、余慕蓮、鄧月平、黃定謙、林兆霞、彭浩翔、趙詠瑤、吳浩康、陳健朗、林耀聲、陳逸寧、蔡堅成、李拾壹、黃溢濠、林家熙、楊天命、梁健怡、ILUB、譚凱倫、吳佩孚、樓南光、劉浩龍、談善言、顏國樑、路芙、Kevin Boy、阿檸、Oscar、麻利亞、Magic Gals、李建邦、英健朗、陳國邦、羅敏莊、劉皓嵐、蘇民峰、朱薰、盧覓雪、河國榮、吳耀漢、泰山、E-Kids、錢小豪、柯煒林、Yellow!、江若琳、詹瑞文、吳麗珠以及蕭潤邦，監製柳瑩、葉子文。本劇集的賣點是利用「港式捉鬼敢死隊」作為題材，用虛擬實境（VR）裝置去捉鬼。
台灣OTT平台LiTV 線上影視全套上架。

## 故事大綱
《VR驅魔人》共有十個單元故事，而且每一個故事背後都是代表一個社會議題，故事由兩個中年男人皮蛋王和Sunny夢想開拍以VR驅魔為題材的恐怖電影，為了籌集資金，平日以VR驅魔之名行騙。他們找來精通科技的多春魚協助，帶上高智能虛擬實境頭盔「Very盔」幫人捉鬼。

## 角色列表

### 主要角色
| 演員   | 角色   | 簡介                                      | 出場集數 |
| 王貽興 | 皮蛋王 | 作家 平日以VR驅魔題材的恐怖電影之名行騙   | 第1集起  |
| 劉 翁  | Sunny  | 攝影師 平日以VR驅魔題材的恐怖電影之名行騙 | 第1集起  |

### 常設角色
| 演員   | 角色   | 簡介          | 出場集數                  |
| 岑珈其 | 多春魚 | 性具商店太子  | 第1、3-5、8-20集          |
| 葛民輝 | 華Dee  | 舅父 參見舅父 | 第1、2、4、6、8、18、19集 |

### 與單元故事有關的人物

#### 舅父
| 演員   | 角色       | 簡介 | 出場集數                  |
| 葛民輝 | 華Dee      | 舅父 | 第1、2、4、6、8、18、19集 |
| 葛民輝 | 阿 香      | 舅母 | 第1、2集                  |
| 鄧兆尊 | 基金佬     |      | 第1集                     |
| 余慕蓮 | 皮蛋王外婆 |      | 第1、20集                 |

#### Charlie
| 演員   | 角色     | 簡介                          | 出場集數     |
| 鄧月平 | Charlie  | 援交少女                      | 第2-4集      |
| 黃定謙 | 翹 楚    | Charlie男朋友 於第3集被車撞死 | 第3集        |
| 林兆霞 | Brenda   | 一樓一租客                    | 第2集        |
| 彭浩翔 | 軍裝警察 |                               | 第3、5、15集 |
| 趙詠瑤 | 軍裝警察 | 第3、5集                      |              |

#### 孝哥
| 演員                    | 角色     | 簡介                                                          | 出場集數     |
| 吳浩康 （青年：陳健朗） | 徐天孝   | 孝哥 黑道人物 〔一樓一鬧鬼〕鬧劇幕後策劃者                    | 第4、5、8集  |
| 林耀聲                  | Calvin   | 同性戀者 徐天孝就讀中學的模範生 於第5集為保護徐天孝而自殺身亡 | 第5集        |
| 陳逸寧                  | 孝 嫂    | 徐天孝妻子                                                    | 第5集        |
| 彭浩翔                  | 軍裝警察 | 參見Charlie                                                   | 第3、5、15集 |
| 趙詠瑤                  | 軍裝警察 | 參見Charlie                                                   | 第3、5集     |
| 蔡堅成                  | 神仙B    | 徐天孝旗下四小強成員之首 〔一樓一鬧鬼〕鬧劇元兇               | 第4集        |
| 李拾壹                  | 四小強   | 徐天孝旗下四小強成員 模仿紙紮公仔                             | 第4、5、8集  |
| Leo                     | 四小強   | 徐天孝旗下四小強成員 模仿女鬼                                 | 第2、4集     |
| 肥 谷                   | 四小強   | 徐天孝旗下四小強成員 模仿殭屍                                 | 第2、4、8集  |
| 黃溢濠                  | 劣 驄    | 徐天孝就讀中學的頑劣學生                                      | 第5集        |
| 林家熙                  | 劣 榮    | 徐天孝就讀中學的頑劣學生                                      | 第5集        |
| Wilson @ Yellow!        | 社 工    | 徐天孝就讀中學的社工                                          | 第5集        |
| 楊天命                  | 崩口華   | 外號：朱朱朱朱朱孝天                                          | 第5集        |

#### 阿夢
| 演員   | 角色    | 簡介                                                                       | 出場集數 |
| 梁健怡 | 阿 夢   | 生性孤僻的樂觀少女 自小與愛犬Aki（柴犬王小秋飾）相依為命 於第7集車禍中喪生 | 第6、7集 |
| 少爺占 | 朱艷強  | 動物傳心師                                                                 | 第7集    |
| 唐劍康 | Gip Gip | 銀河道士                                                                   | 第7集    |
| 譚凱倫 | 譚小姐  | Aki新主人                                                                  | 第7集    |
| 吳佩孚 | 夢 父   | 阿夢父親                                                                   | 第7集    |

#### 鬼王
| 演員                   | 角色               | 簡介                                          | 出場集數         |
| 樓南光 （青年：陳 強） | 鬼 王              | 降魔達人 於第8集利用錄像向皮蛋王、Sunny下戰書 | 第8-11、15、16集 |
| 劉浩龍                 | 龍 七              | 鬼王助手                                      | 第9-11集         |
| 談善言                 | 蛇仔明             | 降魔粉絲                                      | 第10集           |
| 顏國樑                 | 達 叔              | 鬼王師叔 參見爽哥                             | 第9、15集        |
| 路 芙                  | 路 芙              | 「恐怖熱線」主持人                            | 第8集            |
| 楊天命                 | 楊天命             | 玄學大師 「動新聞」受訪嘉賓                   | 第8集            |
| 吳佩孚                 | 吳佩孚             | 堪輿學家 「動新聞」受訪嘉賓                   | 第8集            |
| Kevin Boy              | 〔戒打丁〕牧師     |                                               | 第9集            |
| 阿 檸                  | 〔戒打丁〕教會教友 |                                               | 第9集            |
| Oscar                  | 〔戒打丁〕教會教友 |                                               | 第9集            |
| 李拾壹                 | 四小強             | 模仿紙紮公仔 參見孝哥                         | 第4、5、8集      |
| 肥 谷                  | 四小強             | 模仿殭屍 參見孝哥                             | 第2、4、8集      |
| 李建邦                 | 海關關員           |                                               | 第11集           |
| 英健朗                 | 海關關員           |                                               | 第11集           |
| 麻利亞                 | 麻 利              | KOL                                           | 第10、11集       |
| 楊穎妍 @ Magic Gals    | Icy                | KOL                                           | 第10、11集       |
| 劉芷盈 @ Magic Gals    | 米 莎              | KOL                                           | 第10、11集       |

#### 港爸港媽
| 演員   | 角色               | 簡介                 | 出場集數   |
| 陳國邦 | 大Jack             | 喃嘸仵作，怪獸家長   | 第11、12集 |
| 羅敏莊 | Jack嫂             | 大Jack妻子，怪獸家長 | 第12集     |
| 劉皓嵐 | 陳家然             | Jackson 大Jack兒子   | 第12集     |
| 蘇民峰 | 乞 丐              |                      | 第11集     |
| 朱 薰  | Dominique 同學家長 |                      | 第12集     |

#### 中女
| 演員   | 角色             | 簡介                  | 出場集數 |
| 盧覓雪 | Gabrielle Cheung | 娜姐                  | 第13集   |
| 河國榮 | 阿Ben            | Gabrielle已故前度男友 | 第13集   |

#### 福伯
| 演員                    | 角色       | 簡介                           | 出場集數     |
| 吳耀漢                  | 吳信福     | 福伯 獨居老人 於第14集失足跌死 | 第14、15集   |
| 泰 山                   | 地產經紀   |                                | 第14、15集   |
| 阮民安                  | 大廈管理員 |                                | 第14集       |
| 郁禮賢                  | 速遞員     |                                | 第14集       |
| 林詠倫 （童年：梁栩耀） | 龍 仔      |                                | 第15集       |
| 彭浩翔                  | 便衣警察   | 參見Charlie                    | 第3、5、15集 |

#### 爽哥
| 演員                    | 角色         | 簡介 | 出場集數         |
| 錢小豪                  | 阿 爽        | 爽哥 茅山道士 《殭屍系列》電影明星 於第16集因憶子成狂而日以繼夜煉屍，企圖令兒子復活而走火入魔，結果畏罪自首；期間因憶子發狂要求打開棺材而見Aidan一面，最終中鎗身亡 | 第15、16集       |
| 柯煒林 （童年：梁栩耀） | Aidan        | 阿爽親生兒子 於第15集被兩名醉酒鬧事男子，利用啤酒玻璃樽擊中昏迷而變成植物人                                                                                        | 第15、16集       |
| 樓南光 （青年：陳 強）  | 鬼 王        | 降魔達人 於第16集向皮蛋王、Sunny致電求助，拯救垂危的阿爽 參見鬼王                                                                                                  | 第8-11、15、16集 |
| 顏國樑                  | 達 叔        | 鬼王師叔 | 第9、15集        |
| 小 胡 @ Yellow!         | 醉酒鬧事男子 | | 第15集           |
| Ming So @ Yellow!       | 醉酒鬧事男子 | | 第15集           |

#### 晶晶
| 演員                    | 角色       | 簡介                                                                                                   | 出場集數        |
| 江若琳 （童年：梁綺庭） | 柴晶晶     | 《15分鐘濕度》天氣女郎 於第17集向皮蛋王、Sunny求助，利用虛擬實境尋找失踪的生父下落                     | 第1、5、17-20集 |
| 詹瑞文                  | 晶 父      | 柴晶晶父親 於第18集的虛擬實境內，利用殘暴手段欲傷害皮蛋王、柴晶晶 於第20集証實患上精神病被送入精神病院 | 第18-20集       |
| 吳麗珠                  | 曾梅麗     | 柴晶晶養母 於第17集病逝                                                                                | 第17、18、20集  |
| 余慕蓮                  | 皮蛋王外婆 | 參見舅父                                                                                               | 第1、20集       |
| 黃定謙                  | 男看護     | 精神病院看護                                                                                           | 第20集          |
| 梁健怡                  | 女看護     | 精神病院看護                                                                                           | 第20集          |
| 蕭潤邦                  | 文監製     | 電影監製                                                                                               | 第19集          |
| 何兆基 @ Yellow!        | 萬 總      | 電影投資者                                                                                             | 第19集          |

### 其他角色
| 演員         | 角色                       | 簡介               | 出場集數   |
| 李雅儀       | 女 鬼                      |                    | 第1、10集  |
| 李雅儀       | 女護士                     |                    | 第4、17集  |
| 梁可權       | 電影投資者                 |                    | 第1集      |
| Simky        | 嘍 囉                      |                    | 第4集      |
| 阿 釘        | 嘍 囉                      |                    | 第5集      |
| 顏順康       | 公園少年                   |                    | 第6集      |
| 莊裕發       | 公園少年                   |                    | 第6集      |
| Quincy Wong  | 道 士                      |                    | 第7、8集   |
| 守 政        | 大廈管理員                 |                    | 第7集      |
| 阿 蕉        | 〔戒打丁〕教會教友         |                    | 第9集      |
| 鍾志偉       | 仵 作                      |                    | 第11、12集 |
| 車銘賢       | 仵工                       |                    | 第16集     |
| 麥正開       | 仵工                       |                    | 第16集     |
| Kingwun Kwan | 便衣警員                   |                    | 第11集     |
| Jason        | 便衣警員                   |                    | 第11集     |
| Tony         | 便衣警員                   | 第15集             |            |
| 曾睿智       | 便衣警員                   | 第16集             |            |
| 林俊傑       | 便衣警員                   | 第16集             |            |
| 李家健       | 便衣警員                   | 第16集             |            |
| 吳思穎       | 女學生                     |                    | 第12集     |
| 葉慶添       | Jackson就讀學校 的校長     |                    | 第12集     |
| 范婉珊       | Jackson就讀學校 的學生家長 |                    | 第12集     |
| 簡鏡倫       | 髪型店男童                 |                    | 第12集     |
| 葉子誠       | Jackson就讀學校 的學生     |                    | 第12集     |
| 饒晨曦       | Jackson就讀學校 的學生     |                    | 第12集     |
| 歐陽英男     | Jackson就讀學校 的學生     |                    | 第12集     |
| 劉芯如       | 小女孩鬼                   | Gabrielle已故女兒  | 第13集     |
| 吳希兒       | 女童喪屍                   |                    | 第13集     |
| 吳映彤       | 女童喪屍                   |                    | 第13集     |
| 曾蘊誼       | 女喪屍                     |                    | 第13集     |
| 黃銘恩       | 女喪屍                     |                    | 第13集     |
| 陳珮妍       | 女喪屍                     |                    | 第13集     |
| 楊賜安       | 女喪屍                     |                    | 第13集     |
| 趙威豪       | 男喪屍                     |                    | 第13集     |
| 莊志偉       | 肌肉男                     |                    | 第14集     |
| 丁嘉欣       | 爽 嫂                      | 阿爽妻子           | 第15、16集 |
| Teddy Ng     | 電影導演                   | 阿爽電影導演       | 第15、16集 |
| 黃國文       | 電影演員                   | 模仿殭屍           | 第15集     |
| Jeff Lee     | 電影場務                   | 阿爽電影場務       | 第15集     |
| HonKaren     | 電影演員助手               | 阿爽助手           | 第15集     |
| 莫俊森       | 醫 生                      |                    | 第16集     |
| 黃世鴻       | 後巷路人                   | 被阿爽利用磚頭殺死 | 第16集     |
| 袁瑋麒       | 乞 丐                      |                    | 第16集     |
| 胡嘉諾       | 萬總助理                   | 電影投資者         | 第19集     |
| Megan Chung  | 女途人                     |                    | 第20集     |

## 每集列表
| 集數           | 標題     | 播出日期           | 備註             |
| -------------- | -------- | ------------------ | ---------------- |
| 01、02         | 舅父     | 2018年3月26及27日  |                  |
| 02、03、04     | Charlie  | 2018年3月27至29日  |                  |
| 04、05         | 孝哥     | 2018年3月29及30日  |                  |
| 06、07         | 阿夢     | 2018年4月2及3日    |                  |
| 08、09、10、11 | 鬼王     | 2018年4月4至6及9日 |                  |
| 11、12         | 港爸港媽 | 2018年4月9及10日   |                  |
| 13             | 中女     | 2018年4月11日      |                  |
| 14、15         | 福伯     | 2018年4月12及13日  |                  |
| 15、16         | 爽哥     | 2018年4月13及16日  |                  |
| 17、18、19、20 | 晶晶     | 2018年4月17至20日  | 第20集（大結局） |

## 製作團隊
| - 出品人：魯庭暉 - 監製／製片：柳瑩 - 監製：葉子文 - 導演／編審：王貽興、劉翁 - 副導演／助理編導／數據傳輸：顏順康 - 副導演／助理編導：Jeff Lee - 助理編導／助理製片：HonKaren - 助理編導／場記／數據傳輸：袁瑋麒 - 攝影指導：奇里夫、振宇 @ JiBSSON - 攝影助理：Kelvin Law、托利斯、蕭鍵瑋 - 燈光指導：Feel Feel Ki - 收音師：李奇德、Ken San - 剪接：袁子雄 | - 視訊特效：阿赤 - 特技動畫：景強 - 配樂及原創音樂：賴映彤 - 配樂助理：周銘輝 - 混音指導：Jiu、鬼Ming - 美術指導／道具陳設：莊裕發 - 服裝指導：堅周策作 - 美術及服裝：Megan Chung - 化妝及髮型：Dick Wong、Brenda Cheung @ Dick Team - 喪屍化妝及造型：Dicky Yiu - 平面設計：Gregory Chong - 劇照：Teddy Ng、Benson Wong、Kiu Kwok - 文字協力：陳海儀、黃煥雯 |

## 評價
直至2022年2月上旬，此劇在豆瓣網的評分為5.4分，共有173人評價。

## 記事
- 2018年3月16日：本劇於15:00在九龍灣展貿徑一號九龍灣國際展貿中心3樓The Glass Pavilion舉行劇集記者招待會[13]。
- 本劇是顏國樑唯一一部在ViuTV演出的電視劇兼遺作。他在2024年5月25日於伊利沙伯醫院鱗狀細胞癌病逝。

## 外部連結
- ViuTV《VR驅魔人》官方節目重溫 （页面存档备份，存于）
- 《VR驅魔人》主題曲 - We Are驅魔人MV的Facebook專頁
- 豆瓣电影上《VR驅魔人》的資料 （简体中文）

## 作品的變遷
| 香港 ViuTV 星期一至五 22:00－22:30                     | 香港 ViuTV 星期一至五 22:00－22:30        | 香港 ViuTV 星期一至五 22:00－22:30 |
| ------------------------------------------------------ | ----------------------------------------- | ---------------------------------- |
|                                                        | VR驅魔人 （2018年3月26日－2018年4月20日） |                                    |
| 闔家學術常識問答比賽II （2018年3月5日－2018年3月23日） | 嚮導玩 （2018年4月23日－2018年5月13日）   |                                    |